# HAM-70cm
A 70 cm-es amatőrsáv a deciméteres hullámú rádiófrekvenciás tartományban lévő, rádióamatőrök számára kijelölt sáv. A kijelölt frekvenciatartomány: 430 – 440 MHz.

## Terjedési sajátosságai[1]
A 70 cm-es amatőrsáv az deciméteres hullámú rádiófrekvenciás tartományban van, ezért leginkább a deciméteres  hullámokra jellemző terjedési tulajdonságai vannak.
- direkt terjedés
- troposzférikus szóródás
- Meteorscatter

## A 70 cm-es amatőrsávra vonatkozó nemzetközisávterv[2]
| ITU 1 | ITU 2 | ITU 3 |
| --- | --- | --- |
| 430–432 MHz 1. AMATŐR 2. RÁDIÓLOKÁCIÓ 5.271 5.274 5.275 5.276 5.277                                                     | 430–432 MHz 1. RÁDIÓLOKÁCIÓ 2. Amatőr 5.271 5.276 5.278 5.279                                                     | 430–432 MHz 1. RÁDIÓLOKÁCIÓ 2. Amatőr 5.271 5.276 5.278 5.279                                                     |
| 432–438 MHz 1. AMATŐR 2. RÁDIÓLOKÁCIÓ 3. Műholdas Föld-kutatás (aktív) 5.279A 5.138 5.271 5.276 5.277 5.280 5.281 5.282 | 432–438 MHz 1. RÁDIÓLOKÁCIÓ 2. Amatőr 3. Műholdas Föld-kutatás (aktív) 5.279A 5.271 5.276 5.278 5.279 5.281 5.282 | 432–438 MHz 1. RÁDIÓLOKÁCIÓ 2. Amatőr 3. Műholdas Föld-kutatás (aktív) 5.279A 5.271 5.276 5.278 5.279 5.281 5.282 |
| 438–440 MHz 1. AMATŐR 2. RÁDIÓLOKÁCIÓ 5.271 5.274 5.275 5.276 5.277 5.283                                               | 438–440 MHz 1. RÁDIÓLOKÁCIÓ 2. Amatőr 5.271 5.276 5.278 5.279                                                     | 438–440 MHz 1. RÁDIÓLOKÁCIÓ 2. Amatőr 5.271 5.276 5.278 5.279                                                     |

- 5.138 - 433,05-434,79 MHz (sávközépi frekvencia 433,92 MHz) az 1. Körzetben, az 5.280 Bekezdésben említett országok kivételével, ipari, tudományos és orvosi (ISM) alkalmazások céljaira vehetők igénybe. Ezen frekvenciasávoknak az ISM alkalmazások általi használata az érdekelt igazgatások által azon más igazgatásokkal egyetértésben kiadott külön felhatalmazás alapján lehetséges, amelyeknek rádiótávközlési szolgálatai érintettek lehetnek. E rendelkezés alkalmazásakor az igazgatásoknak tekintetbe kell venniük a legújabb vonatkozó ITU‑R-ajánlásokat.
- 5.271 - Járulékos felosztás: Fehéroroszországban, Kínában, Indiában, Kirgizisztánban és Türkmenisztánban a 420−460 MHz sávot másodlagos jelleggel a légi rádiónavigáció szolgálat (rádió-magasságmérők) számára is felosztották. (WRC‑07)
- 5.274 - Helyettesítő felosztás: Dániában, Norvégiában, Svédországban és Csádban a 430−432 MHz és a 438−440 MHz sávot elsődleges jelleggel a légi mozgószolgálat kivételével a mozgószolgálat, valamint az állandóhelyű szolgálat számára osztották fel. (WRC‑12)
- 5.275 - Járulékos felosztás: Horvátországban, Észtországban, Finnországban, Líbiában, Észak-Macedóniában, Montenegróban és Szerbiában a 430−432 MHz és a 438−440 MHz frekvenciasávot elsődleges jelleggel a légi mozgószolgálat kivételével a mozgószolgálat, valamint az állandóhelyű szolgálat számára is felosztották. (WRC‑19)
- 5.276 - Járulékos felosztás: Afganisztánban, Algériában, Szaúd-Arábiában, Bahreinben, Bangladesben, Brunei Darussalamban, Burkina Fasóban, Dzsibutiban, Egyiptomban, az Egyesült Arab Emírségekben, Ecuadorban, Eritreában, Etiópiában, Görögországban, Guineában, Indiában, Indonéziában, az Iráni Iszlám Köztársaságban, Irakban, Izraelben, Olaszországban, Jordániában, Kenyában, Kuvaitban, Líbiában, Malajziában, Nigerben, Nigériában, Ománban, Pakisztánban, a Fülöp-szigeteken, Katarban, a Szíriai Arab Köztársaságban, a Koreai Népi Demokratikus Köztársaságban, Szingapúrban, Szomáliában, Szudánban, Svájcban, Thaiföldön, Togóban, Törökországban és Jemenben a 430−440 MHz frekvenciasávot elsődleges jelleggel az állandóhelyű szolgálat számára, valamint Ecuador kivételével ugyanezekben az országokban a 430−435 MHz és a 438−440 MHz frekvenciasávot elsődleges jelleggel a légi mozgószolgálat kivételével a mozgószolgálat számára is felosztották. (WRC‑15)
- 5.277 - Járulékos felosztás: Angolában, Örményországban, Azerbajdzsánban, Fehéroroszországban, Kamerunban, a Kongói Köztársaságban, Dzsibutiban, az Oroszországi Föderációban, Grúziában, Magyarországon, Izraelben, Kazahsztánban, Maliban, Üzbegisztánban, Lengyelországban, a Kongói Demokratikus Köztársaságban, Kirgizisztánban, Szlovákiában, Romániában, Ruandában, Tádzsikisztánban, Csádban, Türkmenisztánban és Ukrajnában a 430−440 MHz frekvenciasávot elsődleges jelleggel az állandóhelyű szolgálat számára is felosztották. (WRC‑19)
- 5.278 - Eltérő szolgálati kategória: Argentínában, Brazíliában, Kolumbiában, Costa Ricában, Kubában, Guyanában, Hondurasban, Panamában, Paraguayban, Uruguayban és Venezuelában a 430−440 MHz frekvenciasávban az amatőrszolgálat számára a felosztás elsődleges jellegű (lásd az 5.33 Bekezdést). (WRC‑19)
- 5.279 - Járulékos felosztás: Mexikóban a 430−435 MHz és a 438−440 MHz frekvenciasávot elsődleges jelleggel a légi mozgószolgálat kivételével a mozgószolgálat, valamint másodlagos jelleggel az állandóhelyű szolgálat számára is felosztották a 9.21 Bekezdés szerint megszerzett egyetértéstől függően. (WRC‑19)
- 5.280 - Németországban, Ausztriában, Bosznia-Hercegovinában, Horvátországban, Liechtensteinben, Észak-Macedóniában, Montenegróban, Portugáliában, Szerbiában, Szlovéniában és Svájcban a 433,05−434,79 MHz frekvenciasáv (sávközépi frekvencia 433,92 MHz) ipari, tudományos és orvosi (ISM) alkalmazások céljaira vehető igénybe. A fenti országok e frekvenciasávban üzemelő rádiótávközlési szolgálatai kötelesek eltűrni az ilyen alkalmazások által esetleg okozott káros zavarást. Ebben a frekvenciasávban az ISM berendezések a 15.13 Bekezdés rendelkezéseiben rögzített feltételek mellett üzemelhetnek. (WRC‑19)
- 5.281 - Járulékos felosztás: a 2. Körzetben lévő francia tengerentúli megyékben és közösségekben, valamint Indiában a 433,75−434,25 MHz sávot elsődleges jelleggel az űrbeli üzemeltetési szolgálat (Föld-űr irány) számára is felosztották. Franciaországban és Brazíliában a fenti sávot a fenti szolgálat számára másodlagos jelleggel osztották fel.
- 5.282 - A 435−438 MHz, 1260−1270 MHz, 2400−2450 MHz, 3400−3410 MHz (csak a 2. és a 3. Körzetben) és az 5650−5670 MHz sávban a műholdas amatőrszolgálat azzal a feltétellel üzemelhet, hogy nem okoz káros zavarást a Táblázat szerint üzemelő más szolgálatoknak (lásd az 5.43 Bekezdést). Azoknak az igazgatásoknak, amelyek e használatot engedélyezik, biztosítaniuk kell, hogy a műholdas amatőrszolgálat állomásainak adásai által okozott bármilyen káros zavarás azonnal megszűnjön a 25.11 Bekezdés rendelkezéseinek megfelelően. Az 1260−1270 MHz és az 5650−5670 MHz sávnak a műholdas amatőrszolgálat általi használata a Föld-űr irányra korlátozódik.
- 5.283 - Járulékos felosztás: Ausztriában a 438−440 MHz sávot elsődleges jelleggel a légi mozgószolgálat kivételével a mozgószolgálat, valamint az állandóhelyű szolgálat számára is felosztották.

## A sávblokk Magyarországon érvényessávterve[3]
| 430–432 MHz                   | 430–432 MHz | 430–432 MHz | 430–432 MHz                                         | 430–432 MHz                                                    | 430–432 MHz                                  | 430–432 MHz                                                                            | 430–432 MHz                         |
| A                             | B           | C           | D                                                   | E                                                              | F                                            | G                                                                                      | H                                   |
| ----------------------------- | ----------- | ----------- | --------------------------------------------------- | -------------------------------------------------------------- | -------------------------------------------- | -------------------------------------------------------------------------------------- | ----------------------------------- |
| ÁLLANDÓHELYŰ                  | 5.277       | N           | 1                                                   | K                                                              | Pont-pont, pont-többpont rendszerek          |                                                                                        | 3. melléklet 2.4. pont 4. melléklet |
| RÁDIÓLOKÁCIÓ                  | NJE         | N           | 1                                                   | K                                                              | Rádiólokációs rendszerek                     |                                                                                        |                                     |
| RÁDIÓLOKÁCIÓ                  | NJE         | N           | 1                                                   | K                                                              | Katonai rádiólokációs rendszerek             |                                                                                        |                                     |
| Amatőr                        |             | P           | 2                                                   | K                                                              | Amatőrrádiózás                               | ECC/REC/(02)01 MSZ EN 301 783                                                          | 3. melléklet 7. pont                |
|                               |             | PN          |                                                     |                                                                | SRD                                          |                                                                                        | 3. melléklet 9.1. pont              |
| 3                             | K           | PN          | Nyomon követő, felkutató és adatgyűjtő alkalmazások | 3. melléklet 9.3.1. pont                                       |                                              |                                                                                        |                                     |
| 3                             | K           | PN          | Rádiómeghatározó alkalmazások                       | 3. melléklet 9.7.2. pont                                       |                                              |                                                                                        |                                     |
| 432–438 MHz                   |             |             |                                                     |                                                                |                                              |                                                                                        |                                     |
| AMATŐR                        |             | P           | 1                                                   | K                                                              | Amatőrrádiózás                               | ECC/REC/(02)01 MSZ EN 301 783                                                          | 3. melléklet 7. pont                |
| ÁLLANDÓHELYŰ                  | 5.277       | N           | 1                                                   | K                                                              | Pont-pont, pont-többpont rendszerek          |                                                                                        | 3. melléklet 2.4. pont 4. melléklet |
| Műholdas Föld-kutatás (aktív) | 5.279A      | P           | 2                                                   | K                                                              | Aktív műholdas Föld-kutatás alkalmazásai     |                                                                                        |                                     |
|                               | 5.282       | P           | 2                                                   | K                                                              | Műholdas amatőrrádiózás a 435–438 MHz sávban | ECC/REC/(02)01 MSZ EN 301 783                                                          | 3. melléklet 7. pont                |
|                               | N           | 3           | K                                                   | Kis teljesítményű, vezetéknélküli jel-, adat- és beszédátvitel |                                              | Csatornaosztás: max. 25 kHz Teljesítmény: max. 25 mW ERP Videoátvitel nem megengedett. |                                     |
| PN                            |             |             | SRD                                                 | 3. melléklet 9.1. pont                                         |                                              |                                                                                        |                                     |
| PN                            | 3           | K           | Általános alkalmazások a 433,05–434,79 MHz sávban   | 3. melléklet 9.2.1. pont                                       |                                              |                                                                                        |                                     |
| PN                            | 3           | K           | Nyomon követő, felkutató és adatgyűjtő alkalmazások | 3. melléklet 9.3.1. pont                                       |                                              |                                                                                        |                                     |
| PN                            | 3           | K           | Rádiómeghatározó alkalmazások                       | 3. melléklet 9.7.2. pont                                       |                                              |                                                                                        |                                     |
| PN                            | 5.138       | -           | Ü                                                   | ISM alkalmazások a 433,05–434,79 MHz sávban                    |                                              |                                                                                        |                                     |
| 438–440 MHz                   |             |             |                                                     |                                                                |                                              |                                                                                        |                                     |
| ÁLLANDÓHELYŰ                  | 5.277       | N           | 1                                                   | K                                                              | Pont-pont, pont-többpont rendszerek          |                                                                                        | 3. melléklet 2.4. pont 4. melléklet |
| RÁDIÓLOKÁCIÓ                  | NJE         | N           | 1                                                   | K                                                              | Rádiólokációs rendszerek                     |                                                                                        |                                     |
| RÁDIÓLOKÁCIÓ                  | NJE         | N           | 1                                                   | K                                                              | Katonai rádiólokációs rendszerek             |                                                                                        |                                     |
| Amatőr                        |             | P           | 2                                                   | K                                                              | Amatőrrádiózás                               | ECC/REC/(02)01 MSZ EN 301 783                                                          | 3. melléklet 7. pont                |
|                               |             | PN          |                                                     |                                                                | SRD                                          |                                                                                        | 3. melléklet 9.1. pont              |
| 3                             | K           | PN          | Nyomon követő, felkutató és adatgyűjtő alkalmazások | 3. melléklet 9.3.1. pont                                       |                                              |                                                                                        |                                     |
| 3                             | K           | PN          | Rádiómeghatározó alkalmazások                       | 3. melléklet 9.7.2. pont                                       |                                              |                                                                                        |                                     |

- Az A oszlop meghatározza az adott sávhoz rendelt egyes rádiószolgálatokat
- A B oszlop meghatározza a vonatkozó lábjegyzetet, a harmonizált katonai sávra
- A C oszlop meghatározza a polgári, a nem polgári vagy az együttes célú használatra történő felosztást. A polgári célú felosztást P, a nem polgári célút N és az együttes célút E jelöli.
- A D oszlop meghatározza az alkalmazás jellegét. Az elsődleges jelleget 1-es, a másodlagos jelleget 2-es, a harmadlagos jelleget 3-as szám jelöli.
- Az E oszlop meghatározza az alkalmazás használatbavételi lehetőségét. A kijelölt kategóriát K, a tervezett kategóriát T jelöli.
- Az F oszlop meghatározza az alkalmazás megnevezését.
- A G oszlop tartalmazza a vonatkozó nemzetközi és hazai dokumentumokra hivatkozásokat
- A H oszlop tartalmazza a frekvenciasávok használata során alkalmazandó további rádióspektrum-gazdálkodási követelményeket és jellemzőket, valamint sávhasználati feltételeket.

## Felosztása[4][5]
| Frekvenciatartomány (Hz) | Frekvenciatartomány (Hz) | Használható adóteljesítmény (W) | Használható adóteljesítmény (W) | Használható adóteljesítmény (W) | Használható sávszélesség (Hz) | Üzemmód/felhasználás | Engedélyezett adásmód | Engedélyezett adásmód | Engedélyezett adásmód |
| Kezdete                  | Vége                     | Kezdő                           | CEPT                            | HAREC                           | Használható sávszélesség (Hz) | Üzemmód/felhasználás | Kezdő                 | CEPT | HAREC |
| ------------------------ | ------------------------ | ------------------------------- | ------------------------------- | ------------------------------- | ----------------------------- | --- | --------------------- | --- | --- |
| 430000000                | 431975000                | 10                              | 10                              | 25                              | 12000                         | - 430025000 - 430375000 Átjátszók kimeneti csatornái 1.6 MHz eltolással - 430400000 - 430575000 digitális kommunikáció - 430600000 - 430925000 digitális átjátszók - 430925000 - 431025000 többféle módú csatornák - 431050000 - 431825000 Átjátszók bemeneti csatornái, 7.6 MHz eltolással - 431625000 - 431975000 Átjátszók bemeneti csatornái 1.6 MHz eltolással | F3E                   | A1A, A1B, A1D, A2A, A2B, A2D, F1A, F1B, F1D, F2A, F2B, F2D, F3E, J2A, J2B, J2D, J2E, J3E, R3E                                                        | A1A, A1B, A1D, A2A, A2B, A2D, F1A, F1B, F1D, F2A, F2B, F2D, F3E, J2A, J2B, J2D, J2E, J3E, R3E                                                        |
| 432000000                | 432100000                | 50                              | 100                             | 1000                            | 500                           | MGM CW - 432050000 CW aktivitásközép | A1A                   | A1A | A1A |
| 432100000                | 432400000                | 50                              | 100                             | 1000                            | 2700                          | MGM CW USB - 432065000 JT65 JT9 Q65 - 432174000 FT8 - 432200000 USB aktivitásközép - 432300000 WSPR - 432350000 Microwave talkback aktivitásközép - 432360000 MSK144 - 432370000 MS | A1A, J3E              | A1A, A1B, A1D, A2A, A2B, A2D, F1A, F1B, F1D, F2A, F2B, F2D, J2A, J2B, J2D, J2E, J3E, R3E                                                             | A1A, A1B, A1D, A2A, A2B, A2D, F1A, F1B, F1D, F2A, F2B, F2D, J2A, J2B, J2D, J2E, J3E, R3E                                                             |
| 432400000                | 432500000                | 0                               | 0                               | 100                             | 500                           | IBP, egyéb jeladók |                       | | |
| 432500000                | 432994000                | 50                              | 100                             | 1000                            | 12000                         | - 432500000 APRS - 432600000 - 432987500 Atjátszók bemeneti csatornái, 25 kHz, 2 MHz eltolással | A1A, F3E, J3E         | A1A, A1B, A1C, A1D, A2A, A2B, A2C, A2D, A3C, A3E, F1A, F1B, F1C, F1D, F2A, F2B, F2C, F2D, F3C, F3E, F3F, J2A, J2B, J2C, J2D, J2E, J3C, J3E, J3F, R3E | A1A, A1B, A1C, A1D, A2A, A2B, A2C, A2D, A3C, A3E, F1A, F1B, F1C, F1D, F2A, F2B, F2C, F2D, F3C, F3E, F3F, J2A, J2B, J2C, J2D, J2E, J3C, J3E, J3F, R3E |
| 432994000                | 433375000                | 50                              | 100                             | 1000                            | 12000                         | FM átjátszók bemeneti csatornái, 25 kHz, 1.6 MHz eltolással | F3E                   | F3E | F3E |
| 433375000                | 433600000                | 50                              | 100                             | 1000                            | 20000                         | - 433400000 SSTV (FM/AFSK) - 433450000 Digitális hívócsatotna - 433500000 FM hívócsatorna | F3E                   | F3E | F3E |
| 433600000                | 435000000                | 50                              | 100                             | 1000                            | 20000                         | - 433625000 - 433775000 Digitális csatornák - 434000000 Digitális kísérletek, aktivitásközép - 434450000 - 434575000 Digitális csatornák - 434600000 - 434987500 Átjátszók kimeneti csatornái, 1.6 MHz és 2 MHz eltolással | A1A, F3E, J3E         | A1A, A1B, A1C, A1D, A2A, A2B, A2C, A2D, A3C, A3E, F1A, F1B, F1C, F1D, F2A, F2B, F2C, F2D, F3C, F3E, F3F, J2A, J2B, J2C, J2D, J2E, J3C, J3E, J3F, R3E | A1A, A1B, A1C, A1D, A2A, A2B, A2C, A2D, A3C, A3E, F1A, F1B, F1C, F1D, F2A, F2B, F2C, F2D, F3C, F3E, F3F, J2A, J2B, J2C, J2D, J2E, J3C, J3E, J3F, R3E |
| 435000000                | 438000000                | 50                              | 100                             | 1000                            | 20000                         | Műholdas kommunikáció | A1A, F3E, J3E         | A1A, A1B, A1C, A1D, A2A, A2B, A2C, A2D, A3C, A3E, F1A, F1B, F1C, F1D, F2A, F2B, F2C, F2D, F3C, F3E, F3F, J2A, J2B, J2C, J2D, J2E, J3C, J3E, J3F, R3E | A1A, A1B, A1C, A1D, A2A, A2B, A2C, A2D, A3C, A3E, F1A, F1B, F1C, F1D, F2A, F2B, F2C, F2D, F3C, F3E, F3F, J2A, J2B, J2C, J2D, J2E, J3C, J3E, J3F, R3E |
| 438000000                | 440000000                | 0                               | 0                               | 25                              | 20000                         | - 438025000 - 438175000 Digitális kommunikációs csatornák - 438200000 - 438525000 Digitális átjátszók csatornái - 438550000 - 438625000 vegyes üzemmód - 438650000 - 439425000 Átjátszók kimeneti csatornái 7.6 MHz eltolás esetén - 439800000 - 439975000 digitális kommunikációs csatornák (csatolás)                                                             |                       | | F3E |

## Gyakorlati felhasználása
A hullámhossz méretéből adódóan már észszerű méretekben is készíthetőek nagyobb nyereségű antennák, így lehetőség van kísérletezni műholdas kommunikációval, EME összeköttetésekkel.
Amatőr használatra széles sáv került kijelölésre, így lehetőség van szélessávú üzemmódok használatára.
A 70 cm-es amatőrsáv használata elterjedt, széleskörűen használt. Könnyen hozzáférhető, olcsóbb készülékek is lehetőséget nyújtanak ennek a sávnak a használatára, így kezdő amatőrök is használhatják.
A sáv hullámhosszából adódóan kisebb méretű antennákkal is nagy nyereséget lehet elérni, így hegytetőkre kitelepülve akár 100 km-nél nagyobb összeköttetések is létesíthetőek kisebb teljesítménnyel is. Léteznek gépjárművekbe beépíthető adó-vevő készülékek, melyek alkalmasak a 70 cm-es amatőrsáv használatára.
Széleskörűen használhatóak a digitális üzemmódok is, akár kezdők számára is, mivel már olcsón kaphatóak DMR adóvevő készülékek is.
Magyarországon is sok átjátszóállomás üzemel, melyek lehetőséget adnak nagyobb távolságú összeköttetések létesítésére. Továbbá jól kiépült digitális üzemmódú hálózatok is vannak.

### Magyarországi jeladók[6]
| Hívójel | Frekvencia [MHz] | QTH/Név    | QTH Lokátor | Mod | ASL | AGL | Antenna     | P | Telj. [W] |
| ------- | ---------------- | ---------- | ----------- | --- | --- | --- | ----------- | - | --------- |
| HG8BUA  | 432,407          | Vésztő     | KN06PW11mx  | A1A | 85  | 35  | Big Wheel   | H | 3,00      |
| HG6BUA  | 432,455          | Kőrös-bérc | KN08FB      | A1A | 954 | 20  | Dipol       | H | 10,00     |
| HG1BUA  | 432,460          | Hörman     | JN87FI      | A1A | 700 | 25  | Big Wheel   | H | 5,00      |
| HG4BUA  | 432,490          | Meleg-hegy | JN97HG12ob  | A1A | 346 | 10  | Hor. dipole | H | 1,00      |

### Magyarországon működő FM üzemmódú átjátszók[7]
| Hívójel | QTH                       | Lejövő (Hz) | Felmenő (Hz) | Csatorna | Eltolás (kHz) | Üzemmód | CTCSS DL/UL (Hz) | Echolink | QTH-lokátor | ASL |
| HG9RUG  | Kis-kőhát (Bükk)          | 438200000   | 430600000    | RU656    | -7600         | FM/C4FM | --/--            |          | KN08FB      | 976 |
| HG7RUI  | Őrbottyán, Menyecske-hegy | 438612500   | 431012500    | RU689    | -7600         | FM      | 114.8/114.8      |          | JN97PQ      | 230 |
| HG0RUA  | Debrecen                  | 438625000   | 431025000    | RU690    | -7600         | FM/C4FM | 131.8/131.8      |          | KN07TM      | 157 |
| HG8RUA  | Szeged                    | 438662500   | 431062500    | RU693    | -7600         | FM/C4FM | 131.8/131.8      | 456737   | KN06BG      | 244 |
| HG4RUA  | Kőszárhegy (Polgárdi)     | 438700000   | 431100000    | RU696    | -7600         | FM      | 107.2/107.2      |          | JN97DC      | 197 |
| HG4RUC  | Székesfehérvár            | 438750000   | 431150000    | RU700    | -7600         | FM/C4FM | 107.2/107.2      | 247090   | JN97FE      | 179 |
| HG9RUD  | Ózd                       | 438762500   | 431162500    | RU701    | -7600         | FM      | 114.8/114.8      |          | KN08DF      | 252 |
| HG7RUB  | Cegléd                    | 438800000   | 431200000    | RU704    | -7600         | FM/C4FM | 114.8/114.8      |          | JN97VE      | 136 |
| HG9RUA  | Kis-kőhát (Bükk)          | 438862500   | 431262500    | RU709    | -7600         | FM      | 114.8/114.8      |          | KN08FB      | 979 |
| HG3RUC  | Pécs (Tubes)              | 438900000   | 431300000    | RU712    | -7600         | FM      | 74.4/74.4        | 48900    | JN96CC      | 616 |
| HG8RUC  | Kiskunfélegyháza          | 438950000   | 431350000    | RU716    | -7600         | FM      | 131.8/131.8      |          | JN96WQ      | 125 |
| HG8RUB  | Békéscsaba                | 439000000   | 431400000    | RU720    | -7600         | FM/C4FM | 131.8/--         | 304308   | KN06NQ      | 107 |
| HG7RUH  | Nagy-Hideg-hegy           | 439075000   | 431475000    | RU726    | -7600         | FM      | 114.8/114.8      |          | JN97LW      | 864 |
| HG1RUC  | Szombathely               | 439125000   | 431525000    | RU730    | -7600         | FM      | 107.2/--         | 567741   | JN87HF      | 268 |
| HG8RUD  | Makó                      | 439125000   | 431525000    | RU730    | -7600         | FM/C4FM | 131.8/131.8      |          | KN06FF      | 110 |
| HG3RUA  | Siófok (Ságvár)           | 439150000   | 431550000    | RU732    | -7600         | FM      | --/--            | 406612   | JN96BT      | 220 |
| HG5RUG  | Budapest                  | 439200000   | 431600000    | RU736    | -7600         | FM      | 114.8/114.8      | 225722   | JN97LM      | 495 |
| HG1RUD  | Győr (Nyúl-hegy)          | 439250000   | 431650000    | RU740    | -7600         | FM/C4FM | --/--            |          | JN87TN      | 310 |
| HG7RUC  | Dobogókő                  | 439350000   | 431750000    | RU748    | -7600         | FM      | 114.8/114.8      | 340930   | JN97KR      | 740 |
| HG2RUC  | Kab-hegy                  | 439400000   | 431800000    | RU752    | -7600         | FM/C4FM | 107.2/107.2      | 946110   | JN87TB      | 646 |
| HG2RUB  | Esztergom (Vaskapu-hegy)  | 439425000   | 431825000    | RU754    | -7600         | FM      | 107.2/107.2      | 150187   | JN97JS      | 370 |
| HG2RUD  | Balatonfűzfő              | 439450000   | 431850000    | RU756    | -7600         | FM      | 107.2/107.2      | 932036   | JN97AB      | 150 |

### Magyarországon működő digitális üzemmódú átjátszók[7]

#### DMR üzemmódú átjátszók
| Hívójel | QTH                             | Lejövő (Hz) | Felmenő (Hz) | Csatorna | Eltolás (kHz) | Üzemmód         | DMR ID | CC | QTH-lokátor | ASL  |
| HG2RUJ  | Tatabánya                       | 438200000   | 430600000    | RU656    | -7600         | DMR             | 216109 | 8  | JN97FN      | 200  |
| HG6RUD  | Hatvan                          | 438225000   | 430625000    | RU658    | -7600         | DMR             | 216760 | 8  | JN97UQ      | 188  |
| HG8RUE  | Gyula                           | 438225000   | 430625000    | RU658    | -7600         | DMR             | 216801 | 9  | KN06PP      | 141  |
| HG8RUI  | Rém                             | 438225000   | 430625000    | RU658    | -7600         | DMR             | 216804 | 8  | JN96NG      | 185  |
| HG4RUD  | Velencei-tó (Nadap, Meleg-hegy) | 438237500   | 430637500    | RU659    | -7600         | DMR             | 216120 | 8  | JN97HG      | 367  |
| HG1RUE  | Győr (Nyúl-hegy)                | 438250000   | 430650000    | RU660    | -7600         | DMR             | 216102 | 8  | JN87TN      | 350  |
| HG8RUH  | Csongrád                        | 438250000   | 430650000    | RU660    | -7600         | DMR             | 216888 | 9  | KN06BQ      | 105  |
| HG3RUG  | Pécs (Hosszúhetény, Hármashegy) | 438325000   | 430725000    | RU666    | -7600         | DMR             | 216301 | 8  | JN96EE      | 625  |
| HG1RUI  | Alpokalja                       | 438375000   | 430775000    | RU670    | -7600         | C4FM/D-Star/DMR | 216105 | 8  | JN87FJ      | 670  |
| HG0RUD  | Debrecen                        | 438425000   | 430825000    | RU674    | -7600         | DMR             | 216803 | 8  | KN07TN      | 185  |
| HG8RUG  | Sarkad                          | 438475000   | 430875000    | RU678    | -7600         | DMR             | 216811 | 9  | KN06QR      | 113  |
| HG5RUC  | Budapest                        | 438500000   | 430900000    | RU680    | -7600         | DMR             | 216502 | 8  | JN97LM      | 528  |
| HG7RUG  | Dobogókő                        | 438525000   | 430925000    | RU682    | -7600         | DMR             | 216702 | 8  | JN97KR      | 750  |
| HG9RUE  | Kis-kőhát (Bükk)                | 438550000   | 430950000    | RU684    | -7600         | DMR             | 216790 | 8  | KN08FB      | 978  |
| HG6RUC  | Kékestető                       | 438575000   | 430975000    | RU686    | -7600         | DMR             | 216710 | 8  | KN07AU      | 1037 |
| HG2RUG  | Gerecse                         | 438662500   | 431062500    | RU693    | -7600         | DMR             | 216110 | 8  | JN97FQ      | 708  |
| HG7RUA  | Érd                             | 438675000   | 431075000    | RU694    | -7600         | C4FM/D-Star/DMR | 216703 | 8  | JN97KK      | 268  |
| HG8RUF  | Szeged                          | 438750000   | 431150000    | RU700    | -7600         | DMR             | 216810 | 8  | KN06BG      | 215  |
| HG2RUI  | Esztergom (Vaskapu-hegy)        | 439000000   | 431400000    | RU720    | -7600         | DMR             | 216104 | 8  | JN97JS      | 400  |
| HG1RUG  | Győr                            | 439275000   | 431675000    | RU742    | -7600         | C4FM/D-Star/DMR | 216001 | 8  | JN87TQ      | 155  |
| HG3RUF  | Gyugypuszta                     | 439275000   | 431675000    | RU742    | -7600         | DMR             | 216303 | 8  | JN86XT      | 330  |
| HG1RUA  | Zalaegerszeg                    | 439337500   | 431737500    | RU747    | -7600         | C4FM/D-Star/DMR | 216106 | 8  | JN86JT      | 370  |
| HG1RUB  | Sopron                          | 439375000   | 431775000    | RU750    | -7600         | C4FM/D-Star/DMR | 216108 | 8  | JN87GP      | 432  |

#### C4FM üzemmódú átjátszók
| Hívójel | QTH              | Lejövő (Hz) | Felmenő (Hz) | Csatorna | Eltolás (kHz) | Üzemmód         | QTH Lokátor | ASL |
| HG9RUG  | Kis-kőhát (Bükk) | 438200000   | 430600000    | RU656    | -7600         | FM/C4FM         | KN08FB      | 976 |
| HG1RUI  | Alpokalja        | 438375000   | 430775000    | RU670    | -7600         | C4FM/D-Star/DMR | JN87FJ      | 670 |
| HG0RUA  | Debrecen         | 438625000   | 431025000    | RU690    | -7600         | FM/C4FM         | KN07TM      | 157 |
| HG8RUA  | Szeged           | 438662500   | 431062500    | RU693    | -7600         | FM/C4FM         | KN06BG      | 244 |
| HG7RUA  | Érd              | 438675000   | 431075000    | RU694    | -7600         | C4FM/D-Star/DMR | JN97KK      | 268 |
| HG4RUC  | Székesfehérvár   | 438750000   | 431150000    | RU700    | -7600         | FM/C4FM         | JN97FE      | 179 |
| HG7RUB  | Cegléd           | 438800000   | 431200000    | RU704    | -7600         | FM/C4FM         | JN97VE      | 136 |
| HG8RUB  | Békéscsaba       | 439000000   | 431400000    | RU720    | -7600         | FM/C4FM         | KN06NQ      | 107 |
| HG8RUD  | Makó             | 439125000   | 431525000    | RU730    | -7600         | FM/C4FM         | KN06FF      | 110 |
| HG1RUD  | Győr (Nyúl-hegy) | 439250000   | 431650000    | RU740    | -7600         | FM/C4FM         | JN87TN      | 310 |
| HG1RUG  | Győr             | 439275000   | 431675000    | RU742    | -7600         | C4FM/D-Star/DMR | JN87TQ      | 155 |
| HG1RUA  | Zalaegerszeg     | 439337500   | 431737500    | RU747    | -7600         | C4FM/D-Star/DMR | JN86JT      | 370 |
| HG1RUB  | Sopron           | 439375000   | 431775000    | RU750    | -7600         | C4FM/D-Star/DMR | JN87GP      | 432 |
| HG2RUC  | Kab-hegy         | 439400000   | 431800000    | RU752    | -7600         | FM/C4FM         | JN87TB      | 646 |

#### D-Star üzemmódú átjátszók
| Hívójel | QTH              | Lejövő (Hz) | Felmenő (Hz) | Csatorna | Eltolás (kHz) | Üzemmód         | QTH-lokátor | ASL |
| HG1RUI  | Alpokalja        | 438375000   | 430775000    | RU670    | -7600         | C4FM/D-Star/DMR | JN87FJ      | 670 |
| HG7RUF  | Érd              | 438425000   | 430825000    | RU674    | -7600         | D-Star          | JN97KJ      | 235 |
| HG3RUE  | Fonyód (Balaton) | 438450000   | 430850000    | RU676    | -7600         | D-Star          | JN86SR      | 263 |
| HG7RUD  | Vác, Naszály     | 438450000   | 430850000    | RU676    | -7600         | D-Star          | JN97NU      | 517 |
| HG5RUD  | Budapest         | 438475000   | 430875000    | RU678    | -7600         | D-Star          | JN97LM      | 437 |
| HG7RUA  | Érd              | 438675000   | 431075000    | RU694    | -7600         | C4FM/D-Star/DMR | JN97KK      | 268 |
| HG1RUG  | Győr             | 439275000   | 431675000    | RU742    | -7600         | C4FM/D-Star/DMR | JN87TQ      | 155 |
| HG1RUA  | Zalaegerszeg     | 439337500   | 431737500    | RU747    | -7600         | C4FM/D-Star/DMR | JN86JT      | 370 |
| HG1RUB  | Sopron           | 439375000   | 431775000    | RU750    | -7600         | C4FM/D-Star/DMR | JN87GP      | 432 |

#### Csatornakiosztás 433-435 MHz tartományban
| Csatorna száma | frekvencia (Hz) | Elsődlegesen preferrált felhasználás             |
| -------------- | --------------- | ------------------------------------------------ |
| U240           | 433000000       | 1.6 MHz-es eltolású átjátszók bemeneti csatornái |
| U241           | 433012500       | 1.6 MHz-es eltolású átjátszók bemeneti csatornái |
| U242           | 433025000       | 1.6 MHz-es eltolású átjátszók bemeneti csatornái |
| U243           | 433037500       | 1.6 MHz-es eltolású átjátszók bemeneti csatornái |
| U244           | 433050000       | 1.6 MHz-es eltolású átjátszók bemeneti csatornái |
| U245           | 433062500       | 1.6 MHz-es eltolású átjátszók bemeneti csatornái |
| U246           | 433075000       | 1.6 MHz-es eltolású átjátszók bemeneti csatornái |
| U247           | 433087500       | 1.6 MHz-es eltolású átjátszók bemeneti csatornái |
| U248           | 433100000       | 1.6 MHz-es eltolású átjátszók bemeneti csatornái |
| U249           | 433112500       | 1.6 MHz-es eltolású átjátszók bemeneti csatornái |
| U250           | 433125000       | 1.6 MHz-es eltolású átjátszók bemeneti csatornái |
| U251           | 433137500       | 1.6 MHz-es eltolású átjátszók bemeneti csatornái |
| U252           | 433150000       | 1.6 MHz-es eltolású átjátszók bemeneti csatornái |
| U253           | 433162500       | 1.6 MHz-es eltolású átjátszók bemeneti csatornái |
| U254           | 433175000       | 1.6 MHz-es eltolású átjátszók bemeneti csatornái |
| U255           | 433187500       | 1.6 MHz-es eltolású átjátszók bemeneti csatornái |
| U256           | 433200000       | 1.6 MHz-es eltolású átjátszók bemeneti csatornái |
| U257           | 433212500       | 1.6 MHz-es eltolású átjátszók bemeneti csatornái |
| U258           | 433225000       | 1.6 MHz-es eltolású átjátszók bemeneti csatornái |
| U259           | 433237500       | 1.6 MHz-es eltolású átjátszók bemeneti csatornái |
| U260           | 433250000       | 1.6 MHz-es eltolású átjátszók bemeneti csatornái |
| U261           | 433262500       | 1.6 MHz-es eltolású átjátszók bemeneti csatornái |
| U262           | 433275000       | 1.6 MHz-es eltolású átjátszók bemeneti csatornái |
| U263           | 433287500       | 1.6 MHz-es eltolású átjátszók bemeneti csatornái |
| U264           | 433300000       | 1.6 MHz-es eltolású átjátszók bemeneti csatornái |
| U265           | 433312500       | 1.6 MHz-es eltolású átjátszók bemeneti csatornái |
| U266           | 433325000       | 1.6 MHz-es eltolású átjátszók bemeneti csatornái |
| U267           | 433337500       | 1.6 MHz-es eltolású átjátszók bemeneti csatornái |
| U268           | 433350000       | 1.6 MHz-es eltolású átjátszók bemeneti csatornái |
| U269           | 433362500       | 1.6 MHz-es eltolású átjátszók bemeneti csatornái |
| U270           | 433375000       | Szimplex, 12500                                  |
| U271           | 433387500       | Szimplex, 12500                                  |
| U272           | 433400000       | SSTV (FM, AFSK)                                  |
| U273           | 433412500       | Szimplex, 12500                                  |
| U274           | 433425000       | Szimplex, 12500                                  |
| U275           | 433437500       | Szimplex, 12500                                  |
| U276           | 433450000       | Digitális hívócsatorna                           |
| U277           | 433462500       | Szimplex, 12500                                  |
| U278           | 433475000       | Szimplex, 12500                                  |
| U279           | 433487500       | Szimplex, 12500                                  |
| U280           | 433500000       | FM hívócsatorna                                  |
| U281           | 433512500       | Szimplex, 12500                                  |
| U282           | 433525000       | Szimplex, 12500                                  |
| U283           | 433537500       | Szimplex, 12500                                  |
| U284           | 433550000       | Szimplex, 12500                                  |
| U285           | 433562500       | Digitális szimplex                               |
| U286           | 433575000       | Digitális szimplex                               |
| U287           | 433587500       | Digitális szimplex                               |
| U288           | 433600000       | Digitális szimplex                               |
| U289           | 433612500       | Digitális szimplex                               |
| U290           | 433625000       | Digitális szimplex                               |
| U291           | 433637500       | Digitális szimplex                               |
| U292           | 433650000       | Digitális szimplex                               |
| U293           | 433662500       | Digitális szimplex                               |
| U294           | 433675000       | Digitális szimplex                               |
| U295           | 433687500       | Digitális szimplex                               |
| U296           | 433700000       | Digitális szimplex                               |
| U297           | 433712500       | Digitális szimplex                               |
| U298           | 433725000       | Digitális szimplex                               |
| U299           | 433737500       | Digitális szimplex                               |
| U300           | 433750000       | Digitális szimplex                               |
| U301           | 433762500       | Digitális szimplex                               |
| U302           | 433775000       | Szimplex, 12500                                  |
| U303           | 433787500       | Szimplex 12500, 25000                            |
| U304           | 433800000       | Szimplex 12500, 25000                            |
| U305           | 433812500       | Szimplex 12500, 25000                            |
| U306           | 433825000       | Szimplex 12500, 25000                            |
| U307           | 433837500       | Szimplex 12500, 25000                            |
| U308           | 433850000       | Szimplex 12500, 25000                            |
| U309           | 433862500       | Szimplex 12500, 25000                            |
| U310           | 433875000       | Szimplex 12500, 25000                            |
| U311           | 433887500       | Szimplex 12500, 25000                            |
| U312           | 433900000       | Szimplex 12500, 25000                            |
| U313           | 433912500       | Szimplex 12500, 25000                            |
| U314           | 433925000       | Szimplex 12500, 25000                            |
| U315           | 433937500       | Szimplex 12500, 25000                            |
| U316           | 433950000       | Szimplex 12500, 25000                            |
| U317           | 433962500       | Szimplex 12500, 25000                            |
| U318           | 433975000       | Szimplex 12500, 25000                            |
| U319           | 433987500       | Szimplex 12500                                   |
| U320           | 434000000       | Digitális kísérleti csatorna                     |
| U321           | 434012500       | Szimplex, 12500                                  |
| U322           | 434025000       | Szimplex 12500, 25000                            |
| U323           | 434037500       | Szimplex 12500, 25000                            |
| U324           | 434050000       | Szimplex 12500, 25000                            |
| U325           | 434062500       | Szimplex 12500, 25000                            |
| U326           | 434075000       | Szimplex 12500, 25000                            |
| U327           | 434087500       | Szimplex 12500, 25000                            |
| U328           | 434100000       | Szimplex 12500, 25000                            |
| U329           | 434112500       | Szimplex 12500, 25000                            |
| U330           | 434125000       | Szimplex 12500, 25000                            |
| U331           | 434137500       | Szimplex 12500, 25000                            |
| U332           | 434150000       | Szimplex 12500, 25000                            |
| U333           | 434162500       | Szimplex 12500, 25000                            |
| U334           | 434175000       | Szimplex 12500, 25000                            |
| U335           | 434187500       | Szimplex 12500, 25000                            |
| U336           | 434200000       | Szimplex 12500, 25000                            |
| U337           | 434212500       | Szimplex 12500, 25000                            |
| U338           | 434225000       | Szimplex 12500, 25000                            |
| U339           | 434237500       | Szimplex 12500, 25000                            |
| U340           | 434250000       | Szimplex 12500, 25000                            |
| U341           | 434262500       | Szimplex 12500, 25000                            |
| U342           | 434275000       | Szimplex 12500, 25000                            |
| U343           | 434287500       | Szimplex 12500, 25000                            |
| U344           | 434300000       | Szimplex 12500, 25000                            |
| U345           | 434312500       | Szimplex 12500, 25000                            |
| U346           | 434325000       | Szimplex 12500, 25000                            |
| U347           | 434337500       | Szimplex 12500, 25000                            |
| U348           | 434350000       | Szimplex 12500, 25000                            |
| U349           | 434362500       | Szimplex 12500, 25000                            |
| U350           | 434375000       | Szimplex 12500, 25000                            |
| U351           | 434387500       | Szimplex 12500, 25000                            |
| U352           | 434400000       | Szimplex 12500, 25000                            |
| U353           | 434412500       | Szimplex 12500, 25000                            |
| U354           | 434425000       | Szimplex 12500, 25000                            |
| U355           | 434437500       | Szimplex 12500, 25000                            |
| U356           | 434450000       | Szimplex 12500, 25000                            |
| U357           | 434462500       | Szimplex 12500, 25000                            |
| U358           | 434475000       | Szimplex 12500, 25000                            |
| U359           | 434487500       | Szimplex 12500                                   |
| U360           | 434500000       | Digitális csatornák                              |
| U361           | 434512500       | Digitális csatornák                              |
| U362           | 434525000       | Digitális csatornák                              |
| U363           | 434537500       | Digitális csatornák                              |
| U364           | 434550000       | Digitális csatornák                              |
| U365           | 434562500       | Digitális csatornák                              |
| U366           | 434575000       | Digitális csatornák                              |
| U367           | 434587500       | Szimplex 12500                                   |
| RU368          | 434600000       | 1.6 MHz-es eltolású átjátszók kimeneti csatornái |
| RU369          | 434612500       | 1.6 MHz-es eltolású átjátszók kimeneti csatornái |
| RU370          | 434625000       | 1.6 MHz-es eltolású átjátszók kimeneti csatornái |
| RU371          | 434637500       | 1.6 MHz-es eltolású átjátszók kimeneti csatornái |
| RU372          | 434650000       | 1.6 MHz-es eltolású átjátszók kimeneti csatornái |
| RU373          | 434662500       | 1.6 MHz-es eltolású átjátszók kimeneti csatornái |
| RU374          | 434675000       | 1.6 MHz-es eltolású átjátszók kimeneti csatornái |
| RU375          | 434687500       | 1.6 MHz-es eltolású átjátszók kimeneti csatornái |
| RU376          | 434700000       | 1.6 MHz-es eltolású átjátszók kimeneti csatornái |
| RU377          | 434712500       | 1.6 MHz-es eltolású átjátszók kimeneti csatornái |
| RU378          | 434725000       | 1.6 MHz-es eltolású átjátszók kimeneti csatornái |
| RU379          | 434737500       | 1.6 MHz-es eltolású átjátszók kimeneti csatornái |
| RU380          | 434750000       | 1.6 MHz-es eltolású átjátszók kimeneti csatornái |
| RU381          | 434762500       | 1.6 MHz-es eltolású átjátszók kimeneti csatornái |
| RU382          | 434775000       | 1.6 MHz-es eltolású átjátszók kimeneti csatornái |
| RU383          | 434787500       | 1.6 MHz-es eltolású átjátszók kimeneti csatornái |
| RU384          | 434800000       | 1.6 MHz-es eltolású átjátszók kimeneti csatornái |
| RU385          | 434812500       | 1.6 MHz-es eltolású átjátszók kimeneti csatornái |
| RU386          | 434825000       | 1.6 MHz-es eltolású átjátszók kimeneti csatornái |
| RU387          | 434837500       | 1.6 MHz-es eltolású átjátszók kimeneti csatornái |
| RU388          | 434850000       | 1.6 MHz-es eltolású átjátszók kimeneti csatornái |
| RU389          | 434862500       | 1.6 MHz-es eltolású átjátszók kimeneti csatornái |
| RU390          | 434875000       | 1.6 MHz-es eltolású átjátszók kimeneti csatornái |
| RU391          | 434887500       | 1.6 MHz-es eltolású átjátszók kimeneti csatornái |
| RU392          | 434900000       | 1.6 MHz-es eltolású átjátszók kimeneti csatornái |
| RU393          | 434912500       | 1.6 MHz-es eltolású átjátszók kimeneti csatornái |
| RU394          | 434925000       | 1.6 MHz-es eltolású átjátszók kimeneti csatornái |
| RU395          | 434937500       | 1.6 MHz-es eltolású átjátszók kimeneti csatornái |
| RU396          | 434950000       | 1.6 MHz-es eltolású átjátszók kimeneti csatornái |
| RU397          | 434962500       | 1.6 MHz-es eltolású átjátszók kimeneti csatornái |
| RU398          | 434975000       | 1.6 MHz-es eltolású átjátszók kimeneti csatornái |
| RU399          | 434987500       | 1.6 MHz-es eltolású átjátszók kimeneti csatornái |